# Németi (település)

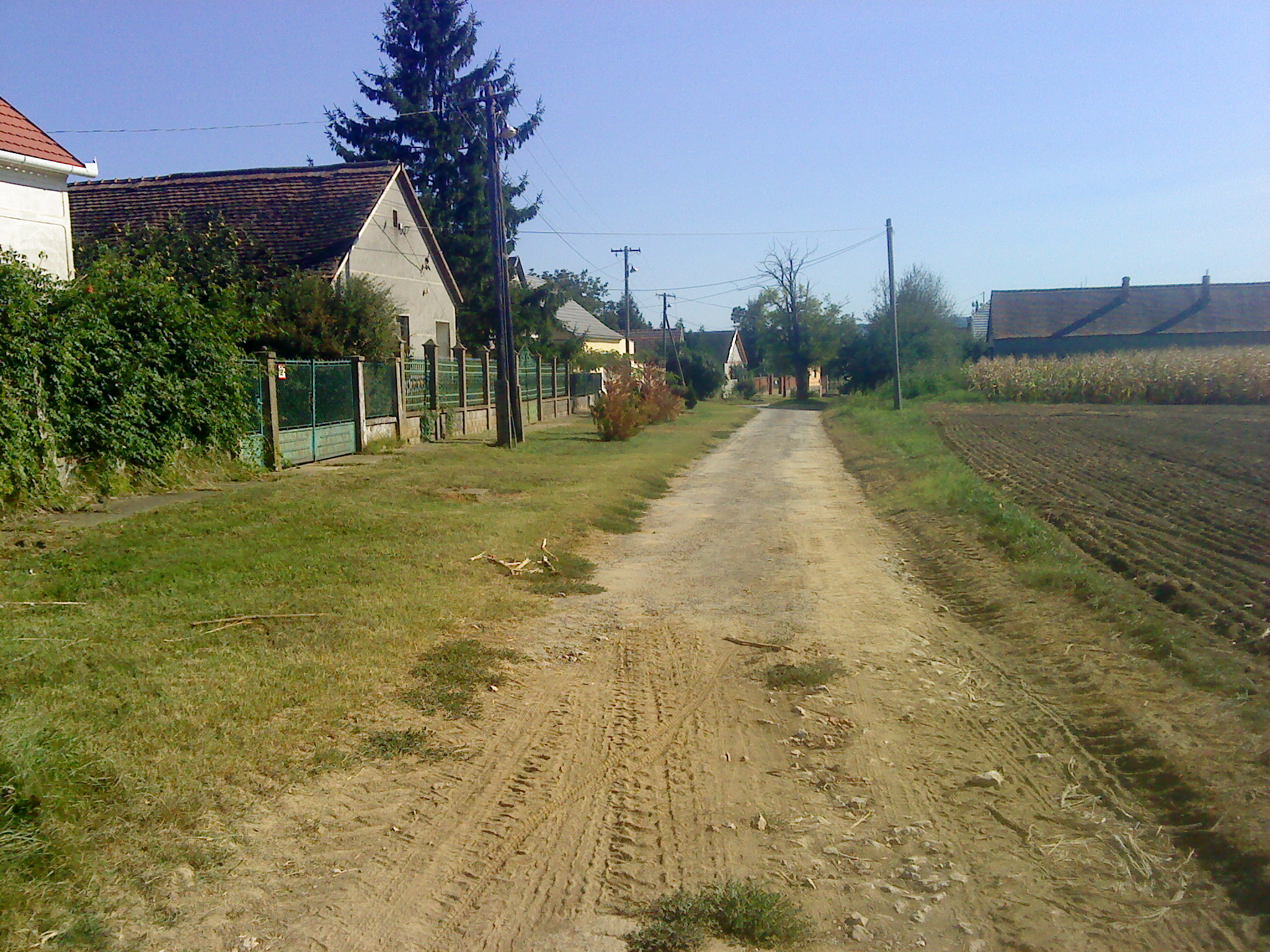
A településrész északi része 2011-ben

Németi egykor önálló falu volt.

## Története
Az első ismert írásos említése 1240-ből maradt fent, akkor a település nevét Nemti alakban jegyezték fel.
1929-ben így írtak a Baranya vármegye Trianon után tíz évvel című kiadványban:
„Szalánta kisközség
...
Körjegyzőségéhez tartozik még: Németi, Szőkéd, Áta és Pogány községek”
1976. december 31-ig önálló település volt; azóta a tőle délre fekvő Szalánta része.